# Skillingmarks landskommun
Skillingmarks landskommun var en tidigare kommun i Värmlands län.

## Administrativ historik
När 1862 års kommunalförordningar trädde i kraft inrättades denna landskommun i Skillingmarks socken i Nordmarks härad.
Vid kommunreformen 1952 upphörde kommunen då den uppgick i Järnskogs landskommun som 1971 uppgick i  Eda kommun.

## Politik

### Mandatfördelning i Skillingmarks landskommun 1938-1946
| 10 | 10 |

| 20 |

| 11 | 9 |

| 20 |

| 4 | 6 | 8 | 2 |

| 20 |